# Generatie (biologie)
Een generatie is in de biologie een stadium in de levenscyclus van een eukaryoot organisme, dat begint met een voortplantingscel (een spore of een zygote), en dat - na een periode van duidelijke vegetatieve activiteit: groei en ontwikkeling - eindigt met de vorming van andere reproductieve cellen (sporen of gameten).
| Voortplanting → |                                         |   |                       |   |                     |   |               |   |                                       |   |
| →               | voortplantingscel (spore of een zygote) | → | groei en ontwikkeling | → | volgroeid organisme | → | voortplanting | → | voortplantingscel (sporen of gameten) | → |

## Een generatie
Bij dieren (ook bij de mens) en bij enkele planten (zoals bij verschillende algen, slijmzwammen en schimmels) ontwikkelt de zygote tot een volledig diploïde individu, dat bij geslachtelijke rijpheid de door meiose de haploïde gameten vormt.
Na de versmelting van de gameten vormt de zygote weer het begin van de diploïde generatie. De volledige cyclus wordt hier gevormd door één enkele generatie en kan dus niet gesproken worden van generatiewisseling (zie monogenetische cyclus). Bij de meeste andere organismen verloopt de ontwikkeling anders: uit de zygote ontwikkelt zich een organisme dat morfologisch anders is dan het organisme dat de gameten vormt.
Aan de hand van de kernfase (haplofase of diplofase) onderscheid men haplonten en diplonten. Van een haplont spreekt men als er slechts een haploïde generatie is. Als er slechts een diploïde generatie is, spreekt men van een diplont.

## Meer generaties
Generatiewisseling is het aspect van de levenscyclus dat betrekking heeft op generaties. Generatiewisseling is voor het eerst beschreven door Wilhelm Hofmeister waarbij hij de levenscyclus van mossen, varens en zaadplanten vergeleek.
Van een diplohaplont spreekt men als er een afwisseling is van een haploïde en een diploïde generatie. Hier is dus sprake van echte generatiewisseling. In dit geval kunnen beide generatie even belangrijk zijn en vrijwel morfologisch gelijk (isomorfe generaties), maar ook kan een van de generaties dominant zijn (heteromorfe generaties).
Bij mossen, levermossen en hauwmossen is de haploïde generatie (de gametofyt) dominant, bij de overige Embryophyta zoals varens en zaadplanten is de diploïde generatie (de sporofyt) dominant.
De termen sporofyt en gametofyt bij planten (in de oude, ruime betekenis, ongeveer de fotosynthetische Eukaryoten samen met de schimmels) zijn verbonden met de geslachtelijke voortplanting. Een generatie heet "gametofyt" als het de haploïde gameten produceert. Een generatie wordt "sporofyt" genoemd als het sporen produceert voor de ongeslachtelijke voortplanting. Meestal worden na de meiose (reductiedeling) meiosporen gevormd door de generatie die dan 'meiosporofyt' genoemd kan worden.

## Schematisch overzicht
In het samenvattende overzicht worden de cytologische kernfasewisseling (als kommen) en de morfologische generatiewisseling (als rijen) gecombineerd weergegeven.
| Biologische levenscycli bij meercellige organismen met geslachtelijke voortplanting | Biologische levenscycli bij meercellige organismen met geslachtelijke voortplanting | Biologische levenscycli bij meercellige organismen met geslachtelijke voortplanting | Biologische levenscycli bij meercellige organismen met geslachtelijke voortplanting | Biologische levenscycli bij meercellige organismen met geslachtelijke voortplanting                                                        |
|                                                                                     |                                                                                     | Cytologische kernfasewisseling                                                      | Cytologische kernfasewisseling                                                      | Cytologische kernfasewisseling |
| Type organisme →                                                                    | Type organisme →                                                                    | Haplont                                                                             | Diplont                                                                             | Diplohaplont = Haplodiplont |
| ----------------------------------------------------------------------------------- | ----------------------------------------------------------------------------------- | ----------------------------------------------------------------------------------- | ----------------------------------------------------------------------------------- | --- |
| Kernfase; Kernfasewisseling →                                                       | Kernfase; Kernfasewisseling →                                                       | Haplofase; Haplofasisch                                                             | Diplofase; Diplofasisch                                                             | Afwisseling haplofase ↔ diplofase; Diplohaplofasisch = Heterofasisch                                                                       |
| Meiose moment →                                                                     | Meiose moment →                                                                     | Zygotisch                                                                           | Gametisch                                                                           | Sporisch = Intermediair |
| Morfo- logische generatie- wisseling                                                | Monogenetisch: (monofasisch)                                                        | Monogenetische haplont                                                              | Monogenetische diplont                                                              | |
| Morfo- logische generatie- wisseling                                                | Digenetisch: (difasisch)                                                            |                                                                                     | Digenetische diplont                                                                | Digenetische diplohaplonten \| Isomorf, isospoor \| ↓ Heteromorf ↓ \| ↓ Heteromorf ↓ \| \| Isomorf, isospoor \| isospoor \| heterospoor \| |
| Morfo- logische generatie- wisseling                                                | Trigenetisch: (trifasisch)                                                          |                                                                                     |                                                                                     | Trigenetische diplohaplont |
| Isomorf, isospoor                                                                   | ↓ Heteromorf ↓                                                                      | ↓ Heteromorf ↓                                                                      |                                                                                     | |
| Isomorf, isospoor                                                                   | isospoor                                                                            | heterospoor                                                                         |                                                                                     | |